# السفراء (فلم)
السفراء  فيلم تونسي من إخراج الناصر القطاري سنة 1975.

## مواضيع ذات صلة
- قائمة الأفلام التونسية

## وصلات خارجية
- مقالات تستعمل روابط فنية بلا صلة مع ويكي بيانات

1. ↑  "معلومات عن السفراء على موقع bfi.org.uk". bfi.org.uk. مؤرشف من الأصل في 2019-12-11.
2. ↑  "معلومات عن السفراء  على موقع collections.cinematheque.qc.ca". collections.cinematheque.qc.ca. مؤرشف من الأصل في 2019-12-11.
3. ↑  "معلومات عن السفراء على موقع cinemagia.ro". cinemagia.ro. مؤرشف من الأصل في 2019-12-11.